# Eucynortella obscurior
Eucynortella obscurior is een hooiwagen uit de familie Cosmetidae.